# Sagalunds museum
Das Freilichtmuseum  Sagalunds museum in Kemiö wurde 1900 von dem Lehrer Nils Oskar Jansson gegründet. Dabei diente ihm das Museum Skansen (Stockholm) als Vorbild. Das berühmteste Gebäude des Museums ist die Tjuda Erziehungsanstalt für adelige Kinder, die im Jahr 1649 vom schwedischen Kanzler Axel Oxenstierna gegründet wurde. Das Gebäude stammt aus den späten 1700er Jahren und wurde im Jahr 1914 nach Sagalund übertragen. Im Jahr 1933 wurde das Gebäude renoviert und der Zustand der 1850er Jahre wiederhergestellt. Das älteste Gebäude ist Brink Kullatorpet aus dem Jahr 1753. Weitere Gebäude sind das Hauptgebäude des Museums, die Villa Sagalund, die Vreta Schule, zwei Bauernhöfe, das alte Gerichts- und Verwaltungsgebäude sowie Scheune, Schmiede, Brennerei und Windmühle und das Gebäude von Schwedens ältestem Jugendclub.

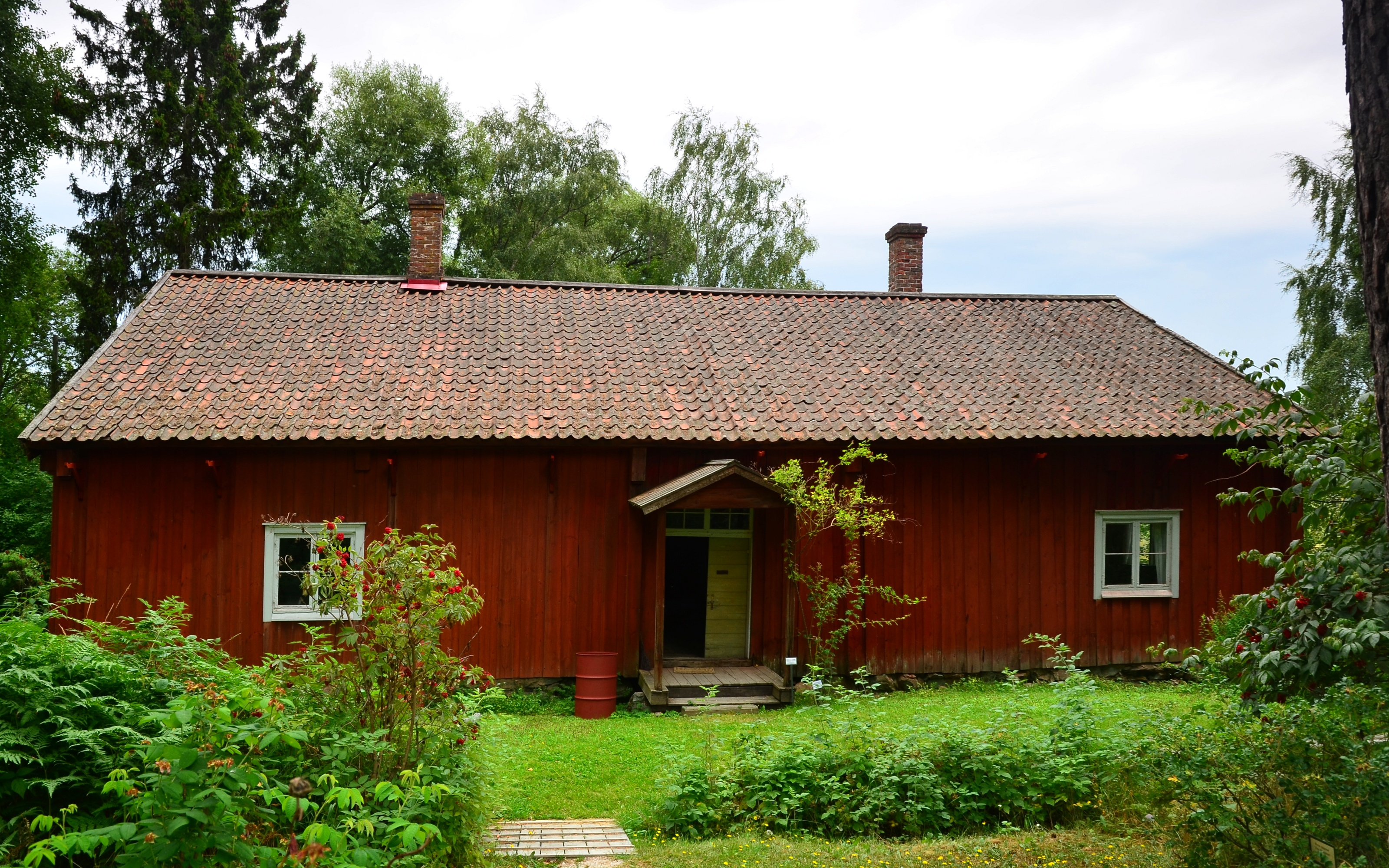
Engelsby Verwaltungs- und Gerichtshaus
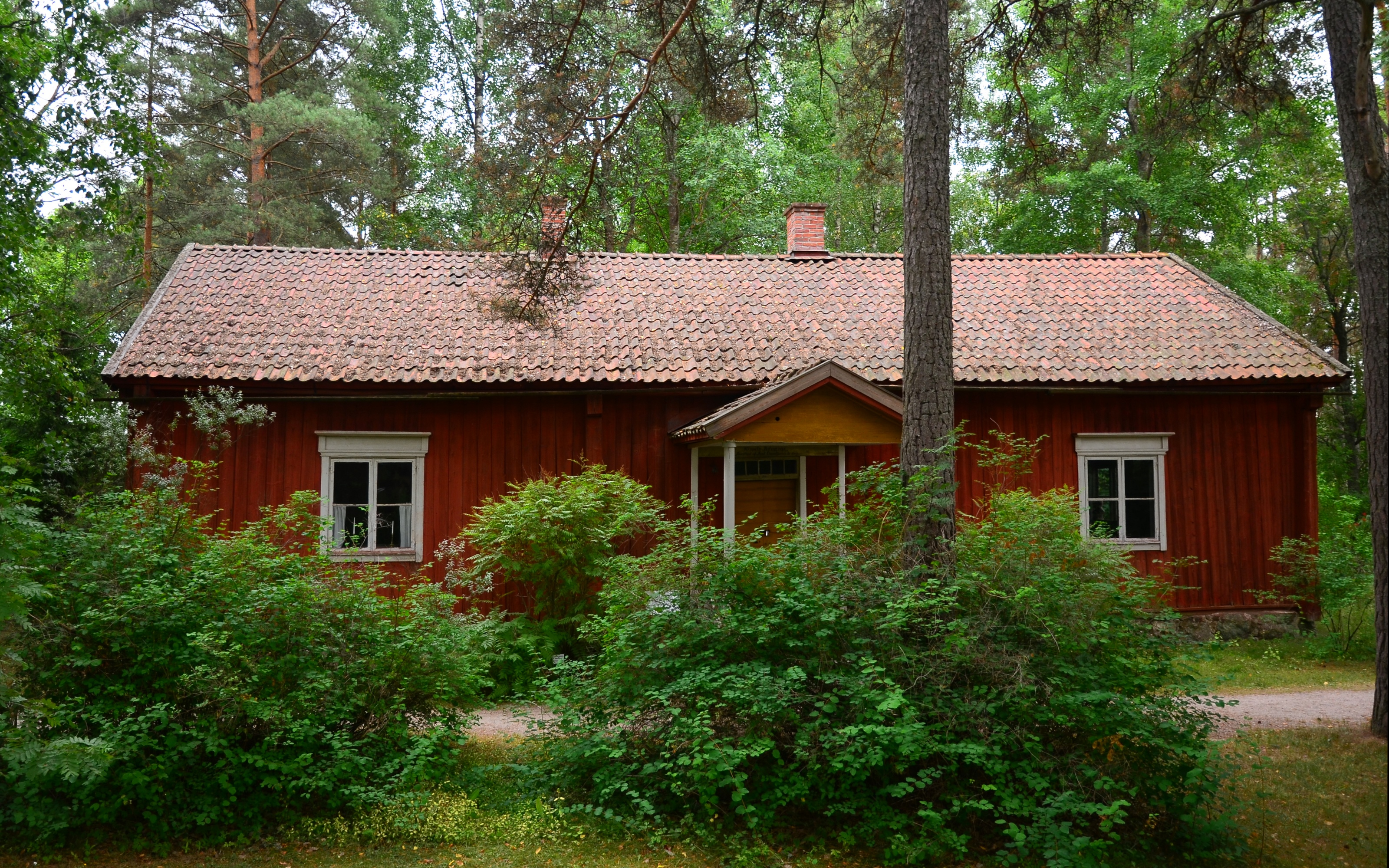
Tjuda Erziehungsanstalt
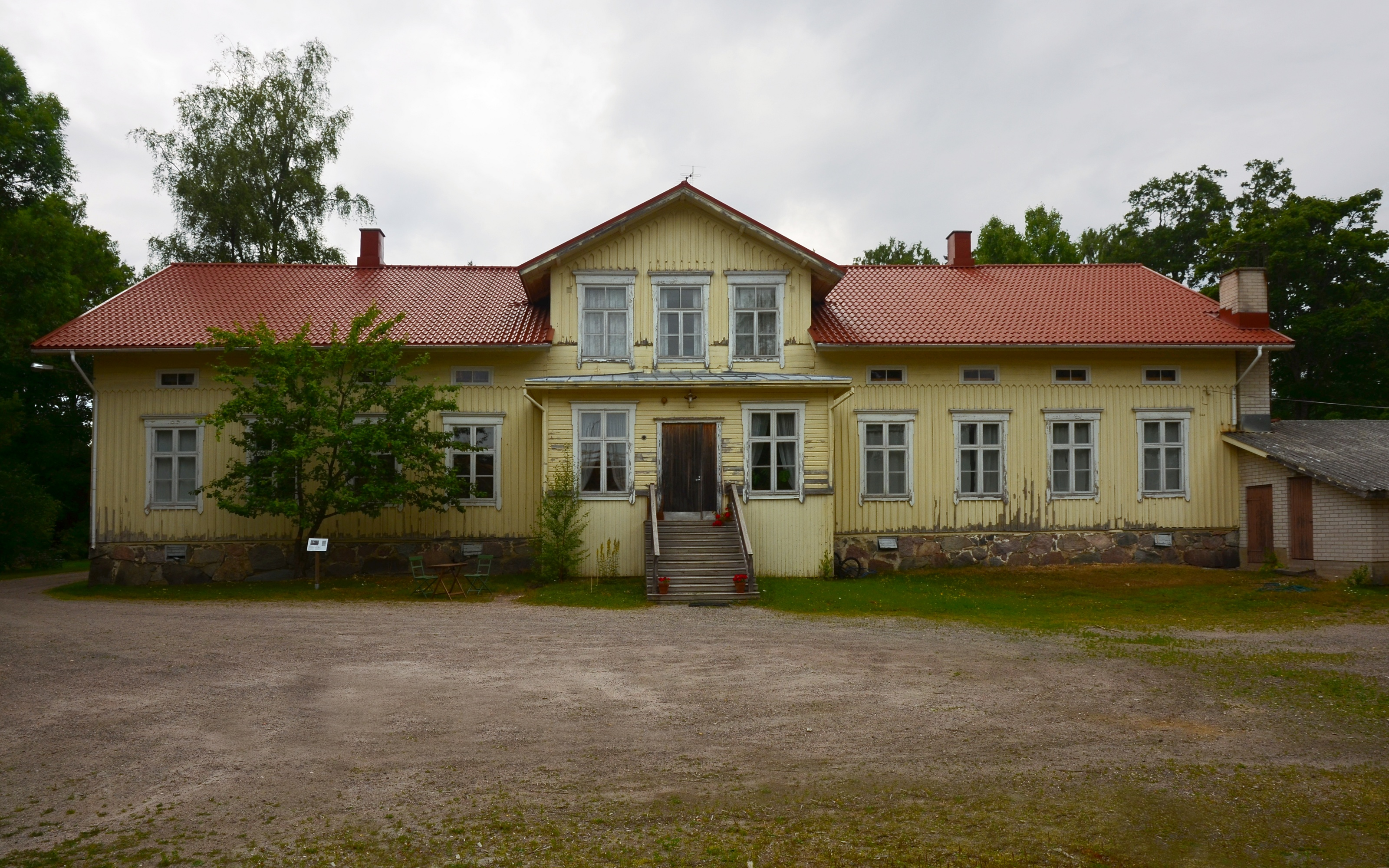
Die Schule von Vreta war Kimitos erste städtische Grundschule
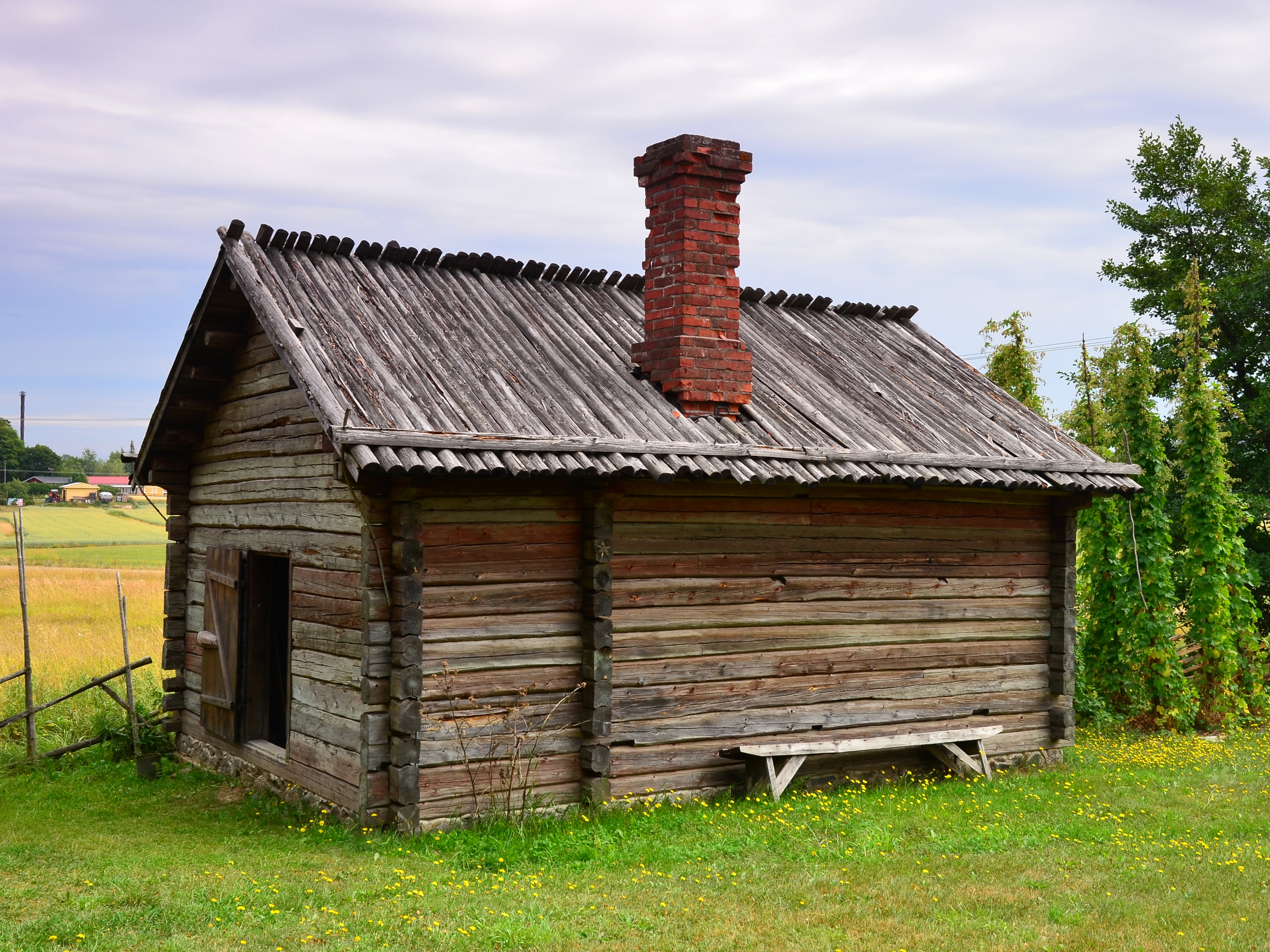
Sauna